# Gold Diggers of 1933
Gold Diggers of 1933 (bra: Cavadoras de Ouro; prt: Orgia Dourada) é um filme musical pre-Code estadunidense de 1933, do gênero comédia, dirigido por Mervyn LeRoy, e coreografado por Busby Berkeley. Foi estrelado por Warren William, Joan Blondell, Aline MacMahon, Ruby Keeler e Dick Powell, e co-estrelado por Guy Kibbee, Ned Sparks e Ginger Rogers.
A história é baseada na peça teatral "The Gold Diggers", de Avery Hopwood, que realizou 282 apresentações na Broadway em 1919 e 1920. A peça foi transformada no filme mudo "The Gold Diggers" (1923), por David Belasco, o produtor da peça da Broadway, estrelando Hope Hampton, Wyndham Standing e Anne Cornwall, e transformado novamente como um filme sonoro, dirigido por Roy Del Ruth. O filme, "Gold Diggers of Broadway", estrelado por Helen Foster e Conway Tearle, foi um dos maiores sucessos de bilheteria daquele ano, e "Gold Diggers of 1933" foi um dos filmes de maior bilheteria de 1933. Esta versão da peça de Hopwood foi escrita por James Seymour e Erwin S. Gelsey, com diálogos adicionais de David Boehm e Ben Markson.
Em 2003, "Gold Diggers of 1933" foi selecionado para preservação no National Film Registry, seleção filmográfica da Biblioteca do Congresso dos Estados Unidos como sendo "culturalmente, historicamente ou esteticamente significativo".ll

## Sinopse
Carol King (Joan Blondell), Polly Parker (Ruby Keeler), Trixie Lorraine (Aline MacMahon) e Fay Fortune (Ginger Rogers) buscam financiamento para o novo espetáculo do produtor Barney Hopkins (Ned Sparks). O compositor Brad Roberts (Dick Powell), que ninguém sabe que é rico, propõe-se a colocar dinheiro na produção, o que desperta a ira de seu irmão J. Lawrence Bradford (Warren William), que detesta a cultura popular. J. Lawrence, entretanto, cai numa armadilhada da astuciosa Carol e acaba por ver-se na iminência de bancar todo o espetáculo.

## Elenco
- Warren William como J. Lawrence Bradford
- Joan Blondell como Carol King
- Aline MacMahon como Trixie Lorraine
- Ruby Keeler como Polly Parker
- Dick Powell como Robert Treat "Brad Roberts" Bradford
- Guy Kibbee como Faneuil H. Peabody
- Ned Sparks como Barney Hopkins
- Ginger Rogers como Fay Fortune
- Etta Moten como Solista em "Remember My Forgotten Man" (não-creditada)
- Billy Barty como O Bebê em "Pettin' in the Park" (não-creditada)

Notas do elenco:
Os atores Sterling Holloway e Hobart Cavanaugh aparecem em pequenos papéis, assim como o coreógrafo Busby Berkeley, como um funcionário dos bastidores que grita "Todo mundo no palco para o número 'Forgotten Man'". Outros membros não-creditados do elenco incluem: Robert Agnew, Joan Barclay, Ferdinand Gottschalk, Ann Hovey, Fred Kelsey, Charles Lane, Wallace MacDonald, Wilbur Mack, Dennis O'Keefe, Fred Toones, Dorothy Wellman, Jane Wyman, Lynn Browning e Tammany Young.

## Produção
"Gold Diggers of 1933" foi originalmente chamado de "High Life", e George Brent foi um dos primeiros cogitados para o papel desempenhado por Warren William.

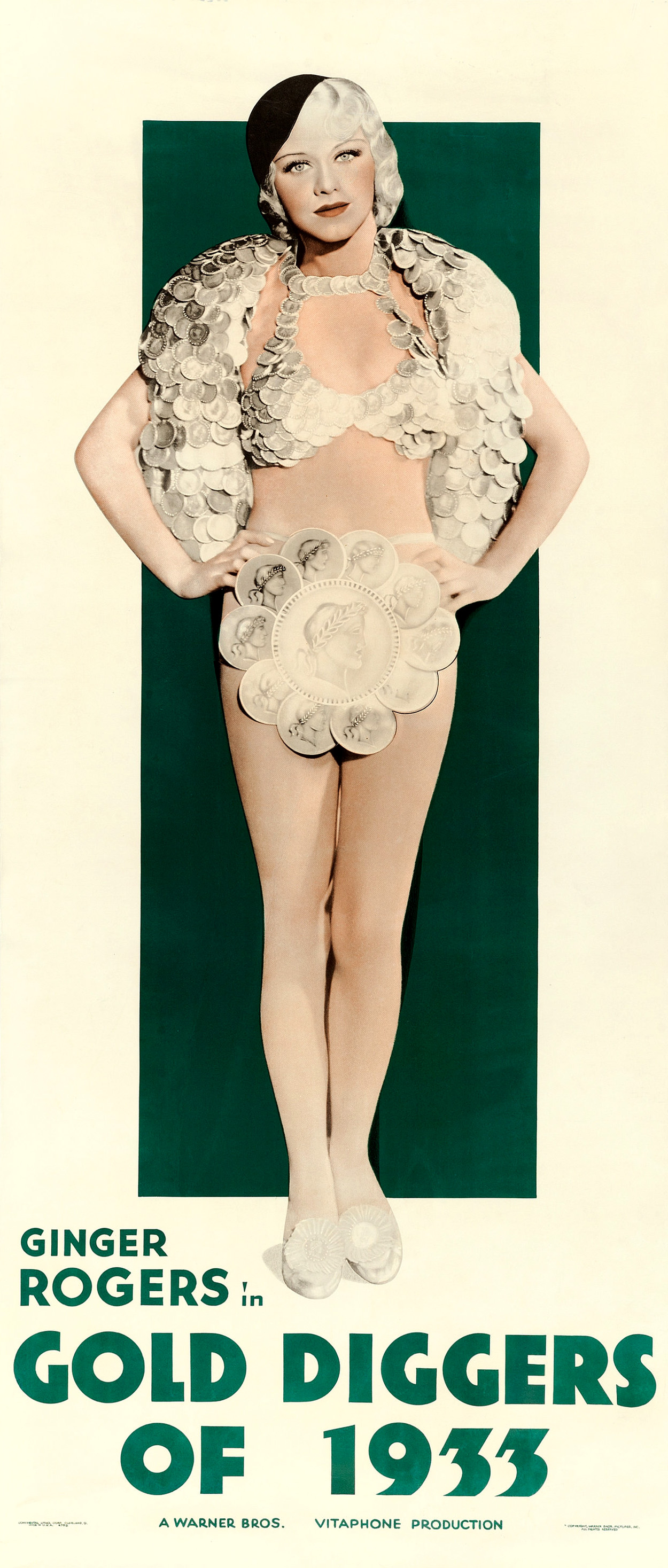
Cartaz do filme com Ginger Rogers.

"Gold Diggers of 1933" é o segundo de três filmes que o coreógrafo Busby Berkeley realizou na Warner Bros. em 1933. Situado entre "Rua 42" e "Belezas em Revista", é um dos melhores musicais pre-Code do estúdio, e talvez o mais significativo musical de Berkeley daquela era. É, enfim, uma peça de escapismo ainda mais elaborada que "42nd Street", responsável por consolidar a reputação de Berkeley como o possuidor da mais fértil imaginação em seu campo de atuação.
Entre os números coreografados por Berkeley, destacam-se a alegre abertura "We're in the Money", cantada por Ginger Rogers; assim como "Pettin' in the Park" e "Remember My Forgotten Man", ambos fincados na dura realidade da Grande Depressão. Outro momento marcante é "Shadow Waltz", a obra-prima do filme, quando as coristas são filmadas do alto, no escuro, formando "a prodigiosa imagem de um enorme violino fosforescente".
Produto de uma Hollywood anterior à censura instituída pelo Código Hays, "Gold Diggers of 1933" apresenta sequências de insinuação sexual e duplo sentido, uma das características marcantes dos trabalhos de Berkeley. Um exemplo é "Pettin' in the Park", no qual rapazes ansiosos e moças reticentes divertem-se em um parque, e são interrompidos por uma tempestade. As moças, vistas em provocativas silhuetas, retiram as roupas molhadas e parecem ficar mais acessíveis.
O filme foi feito com um orçamento de cerca de US$ 433.000, nos estúdios da Warner Bros. em Burbank, e foi lançado em 27 de maio de 1933.

## Recepção

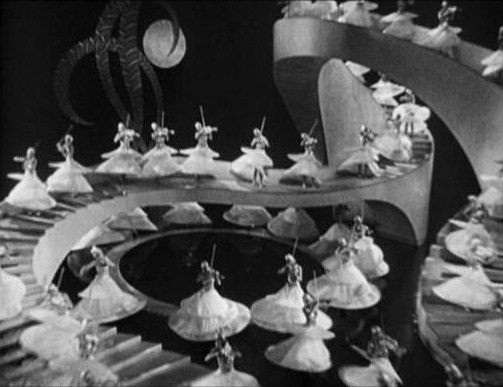
Número musical "Waltz of the Shadows", de Busby Berkeley; do trailer do filme.

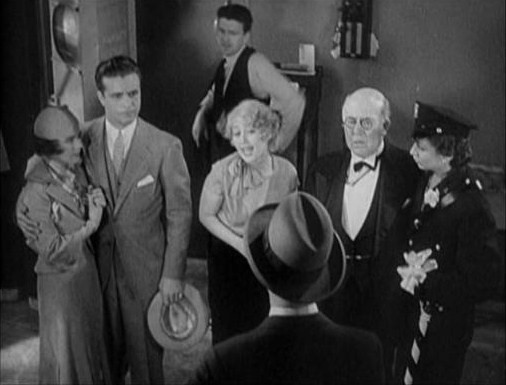
Cena do trailer do filme, onde Ruby Keeler, Dick Powell, Joan Blondell, Guy Kibbee e Aline MacMahon aparecem.

### Adaptação
Uma adaptação de rádio de uma hora, intitulada "Gold Diggers", foi ao ar no Lux Radio Theatre em 21 de dezembro de 1936.  Durante a apresentação, o apresentador Cecil B. DeMille explicou que esta adaptação combinava o enredo de "Gold Diggers of 1933" com as músicas de "Gold Diggers of 1937". Esta adaptação para o rádio estrelou Dick Powell e Joan Blondell, que apareceram em ambos os filmes.

### Prêmios e indicações
Em 1934, o filme foi indicado ao Oscar de melhor mixagem de som por Nathan Levinson, diretor de som do filme.
O filme foi indicado para as seguintes listas do Instituto Americano de Cinema:
- 2004: 100 Anos... 100 Canções
  - "We're in the Money"[19]
- 2006: 25 Maiores Musicais do Cinema[20]

### Bilheteria
"Gold Diggers of 1933" foi o filme de maior sucesso da Warner Bros. em 1933. Segundo registros feitos pela Warner, o filme arrecadou US$ 2.202.000 nacionalmente e US$ 1.029.000 no exterior, totalizando US$ 3.231.000 mundialmente.

## Números musicais
O filme contém quatro sequências de música e dança, encenadas e coreografadas por Busby Berkeley. Todas as partituras foram feitas por Harry Warren e as letras escritas por Al Dubin. (No filme, quando o produtor Barney Hopkins ouve a música de Brad, ele pega o telefone e diz: "Cancele meu contrato com Warren e Dubin!")
"We're in the Money" é cantada por Ginger Rogers acompanhada por dançarinas seminuas, dançando com moedas gigantes. Rogers canta um verso na língua do P. Durante as filmagens, Berkeley ouviu Rogers falando de uma forma estranha, que logo identificou como sendo a língua do P, e imediatamente decidiu adicionar um verso à música.
"Pettin' in the Park" é cantada por Ruby Keeler e Dick Powell. O número inclui um sapateado de Keeler e uma sequência surreal com o ator anão Billy Barty como um bebê que escapa de seu carrinho. Durante o número, as mulheres são pegas por uma tempestade e vão atrás de uma tela iluminada para tirar suas roupas molhadas, mostrando suas silhuetas. Elas emergem em roupas de metal, que frustram as tentativas dos homens de removê-las, até que Billy Barty dá a Dick Powell um abridor de latas. Este número foi originalmente planejado para encerrar o filme.
"The Shadow Waltz" é cantada por Powell e Keeler. O número apresenta uma performance de Keeler, Rogers e muitas violinistas femininas tocando violinos de tubos em néon que brilham no escuro. Berkeley pegou a ideia para este número de um ato de vaudeville que ele viu uma vez – o néon nos violinos foi uma ideia tardia. Em 10 de março, um terremoto em Long Beach ocorreu enquanto este número estava sendo filmado:
"[Isso] causou um apagão e um curto-circuito em alguns dos violinos. Berkeley quase foi arremessado para a câmera, balançando-se por uma mão até conseguir se levantar. Ele gritou para as meninas, muitas das quais estavam em uma plataforma de 9 metros de altura, para se sentarem até que os técnicos pudessem abrir as portas do estúdio e deixar entrar alguma luz".
"Remember My Forgotten Man" é interpretada por Joan Blondell, com solo vocal destacado por Etta Moten – que também dublou a voz de Blondell no final do número musical – e apresenta conjuntos influenciados pelo expressionismo alemão e uma evocação corajosa da pobreza da era da Grande Depressão. Berkeley se sentiu inspirado pela marcha dos veteranos de guerra de maio de 1932 em Washington, D.C. e pelo discurso de FDR no mesmo ano. Quando o número terminou, Jack L. Warner e Darryl F. Zanuck (o chefe de produção do estúdio) ficaram tão impressionados que ordenaram que ele finalizasse o filme, substituindo "Pettin' in the Park".
Um número de produção adicional foi filmado, mas cortado antes do lançamento: "I've Got to Sing a Torch Song" deveria ter sido cantado por Ginger Rogers, mas aparece no filme cantado por Dick Powell no início.

## Censura e versões alternativas
De acordo com "Sin in Soft Focus: Pre-Code Hollywood", de Mark A. Vieira, "Gold Diggers of 1933" foi um dos primeiros filmes estadunidenses feitos e distribuídos com gravações alternativas para contornar problemas com a censura estatal. Busby Berkeley, o coreógrafo e diretor dos números musicais, utilizava os luxuosos números de produção como uma vitrine "lírica e lasciva" da anatomia feminina. "Pettin' in the Park" e "We're in the Money" são os principais exemplos disso. Os conselhos de censura do estado tornaram-se tão problemáticos que vários estúdios começaram a filmar versões alternativas ligeiramente diferentes de cenas que poderiam ser censuradas e impedidas de serem exibidas. Dessa forma, quando um filme era editado, os rolos eram rotulados de acordo com o local em que iriam. Uma versão poderia ser enviada para Nova Iorque, outra para o sul e outra para o Reino Unido.
Vieira relata que o filme teve dois finais diferentes: em um, o romance entre Warren William e Joan Blondell – no qual ele chamou de "barato e vulgar" – é resolvido nos bastidores após o número de "Forgotten Man". No final alternativo, essa cena nunca acontece e o filme termina com o número musical.